# هودسون بند (تگزاس)
هودسون بند (به انگلیسی: Hudson Bend) یک منطقهٔ مسکونی در ایالات متحده آمریکا است که در شهرستان تراویس، تگزاس واقع شده‌است. هودسون بند ۱۷٫۳ کیلومتر مربع مساحت و ۲٬۹۸۱ نفر جمعیت دارد و ۲۳۰ متر بالاتر از سطح دریا واقع شده‌است.